# Metteniusa cogolloi
Metteniusa cogolloi är en tvåhjärtbladig växtart som beskrevs av G. Lozano-c. Metteniusa cogolloi ingår i släktet Metteniusa och familjen Metteniusaceae. Inga underarter finns listade.